# Wild Boy (canção)
"Wild Boy" é uma música do rapper americano Machine Gun Kelly. A canção, lançada em 27 de setembro de 2011, serve como o single principal de seu EP de estreia Half Naked & Almost Famous (2012). O single traz também o rapper americano Waka Flocka Flame e foi produzido por GB Hitz e Southside. A música foi incluída inicialmente em sua terceira mixtape Rage Pack, e mais tarde foi incluída em seu primeiro álbum de estúdio Lace Up.

## Videoclipe
O videoclipe, dirigido pela Spliff TV e Maybach Music Films, foi lançado no canal da Vevo do MGK em 16 de novembro de 2011. O vídeo mostra MGK na casa de sua namorada jantando com os pais dela junto com o rapper Waka Flocka Flame. Durante o jantar, os pais da menina perguntam a Waka Flocka Flame o que ele "faz para viver", no qual Waka Flocka Flame responde batendo na cabeça do pai da garota com uma garrafa de vidro e os dois rappers começam uma performance selvagem de 'Wild Boy' onde tem Stage diving, fogueiras, Steve-O e referências a festas. O vídeo apresenta aparições do joalheiro Johnny Dang, do comediante Katt Williams e do rapper Layzie Bone.
O vídeo do remix da música foi lançado em 26 de abril de 2012.

## Remixes
O remix oficial foi lançado em 14 de março de 2012, que trazia 2 Chainz, Meek Mill, Mystikal, French Montana, Rachael Mowry, Yo Gotti e - a pessoa a quem a música é referenciada - Steve-O que traz uma introdução. O remix foi lançado oficialmente, removendo a introdução de Steve-O do single, para plataformas digitais, como iTunes e Amazon em 22 de maio de 2012 e novamente com a introdução de Steve-O para plataformas digitais em 29 de maio de 2012.
Um remix do produtor Ricky Luna foi incluído na trilha sonora do filme Projeto X.

## Créditos da música
Créditos adaptados das notas do álbum Lace Up.
Gravação
- Gravação do MGK: Rage Cage Studios (Cleveland, Ohio)
- Gravação do Waka Flocka Flame: Daddy's House Recording Studios (Nova Iorque)

Créditos
- GB Hitz – produtor
- Southside – produtor
- Justin Sampson – produtor, assistente
- Steve "Rock Star" Dickey – mixagem

## Desempenho gráfico
A canção estreou na Billboard Hot 100 na semana de 28 de janeiro de 2012 em 98º lugar.

### Paradas semanais
| Parada (2011–12)                      | Posição máxima |
| ------------------------------------- | -------------- |
| EUA Billboard Hot 100                 | 98             |
| EUA Hot R&B/Hip-Hop Songs (Billboard) | 49             |

## Certificações
| Região                                                                                             | Certificação | Vendas     |
| -------------------------------------------------------------------------------------------------- | ------------ | ---------- |
| Estados Unidos (RIAA)                                                                              | 2× Platina   | 2,000,000^ |
| *números de vendas baseados somente na certificação ^distribuições baseadas apenas na certificação |              |            |

## Lançamento e histórico de rádio
| País           | Data                   | Formato            | Gravadora          | Ref    |
| -------------- | ---------------------- | ------------------ | ------------------ | ------ |
| Estados Unidos | 27 de setembro de 2011 | Download digital   | Bad Boy Interscope | [ 11 ] |
| Estados Unidos | 6 de fevereiro de 2012 | Formato para rádio | Bad Boy Interscope | [ 12 ] |